# 呂日登
吕日登，字岸于。福建晋江人，清朝政治人物。
雍正二年（1724年）甲辰科进士，授荥阳縣知縣，委署无锡、金匮二县。